# Varronia leucomalla
Varronia leucomalla är en strävbladig växtart som först beskrevs av Paul Hermann Wilhelm Taubert, och fick sitt nu gällande namn av A. Borhidi. Varronia leucomalla ingår i släktet Varronia och familjen strävbladiga växter. Inga underarter finns listade i Catalogue of Life.